# Baie de Valcour
La baie de Valcour est une baie-détroit entre l'île Valcour et l'ouest du lac Champlain, au sud de Plattsburgh, aux États-Unis.
Zone de la bataille de l'île Valcour pendant la guerre d'indépendance des États-Unis, elle a été déclarée National Historic Landmark en 1961.